# Sentimentalni odgoj
Sentimentalni odgoj (fra. L'Éducation sentimentale) je roman Gustavea Flauberta o korozivnom učinku vremena na mladenačke iluzije. Vrijeme prolazi, a situacije ostaju gotovo iste. "Ovaj roman putovanja, šetnje i kretanja ostavlja dojam stajanja na mjestu." Labirint grada odvodi Frederica uvijek na ista mjesta, a putovanja su uvijek vraćanja i ne rješavaju ništa, samo odgađaju. Stvarnost je prikazana sa stajališta Frederica, a svi su drugi likovi viđeni kroz njega, jednako kao i pejzaži i dekori koji se na čudan način osamostaljuju, postaju lice u romanu i jedan od njegovih lajtmotiva. Krajobrazi se smjenjuju u vožnji ili šetnji, dekori se pretapaju jedan u drugi za vrijeme Fredericovih beskonačnih lutanja, svijet oko njega putuje, dok je on nepomično središte dalekih vidika i osoba koje kruže njegovim obzorom. U svom fenomenološkom odrazu stvarnosti to je "prvi veliki roman lutanja", roman antonionijevskog pogleda svijesti na povorku priviđenja u fatamorgani stvarnosti. "San se kod Emme suprotstavljao zbilji; ovdje stvarnost sama počinje naličiti na san", a Fredericove kretnje i postupci imaju u sebi nešto mjesečarsko. Pogled kod njega zamjenjuje akciju, a jedna opsesivna želja otupljuje opažaj. Frederic klizi po površini života, uvijek odsutan od sebe sama, pogleda uprtog u nejasni horizont vlastitog postojanja u kojem se ono bitno nikada ne događa. Budući da se ne treba boriti za svoje mjesto pod suncem u velegradskoj džungli poput Sorela ili Rastignaca, ovaj preteča "čovjeka bez svojstva" prolazi životom ravnodušan na značenje njegovih privida nad koje će se kasnije nadnositi Marcel Proust. Flaubertova je izvornost u tome što je napisao prvi veliki roman o fakticitetu svijeta i razdvojenosti svijesti u zrakopraznom prostoru sna.